# FKBPL
FKBPL‏ (FK506 binding protein like) هوَ بروتين يُشَفر بواسطة جين FKBPL في الإنسان.